# Đức Mẹ an giấc

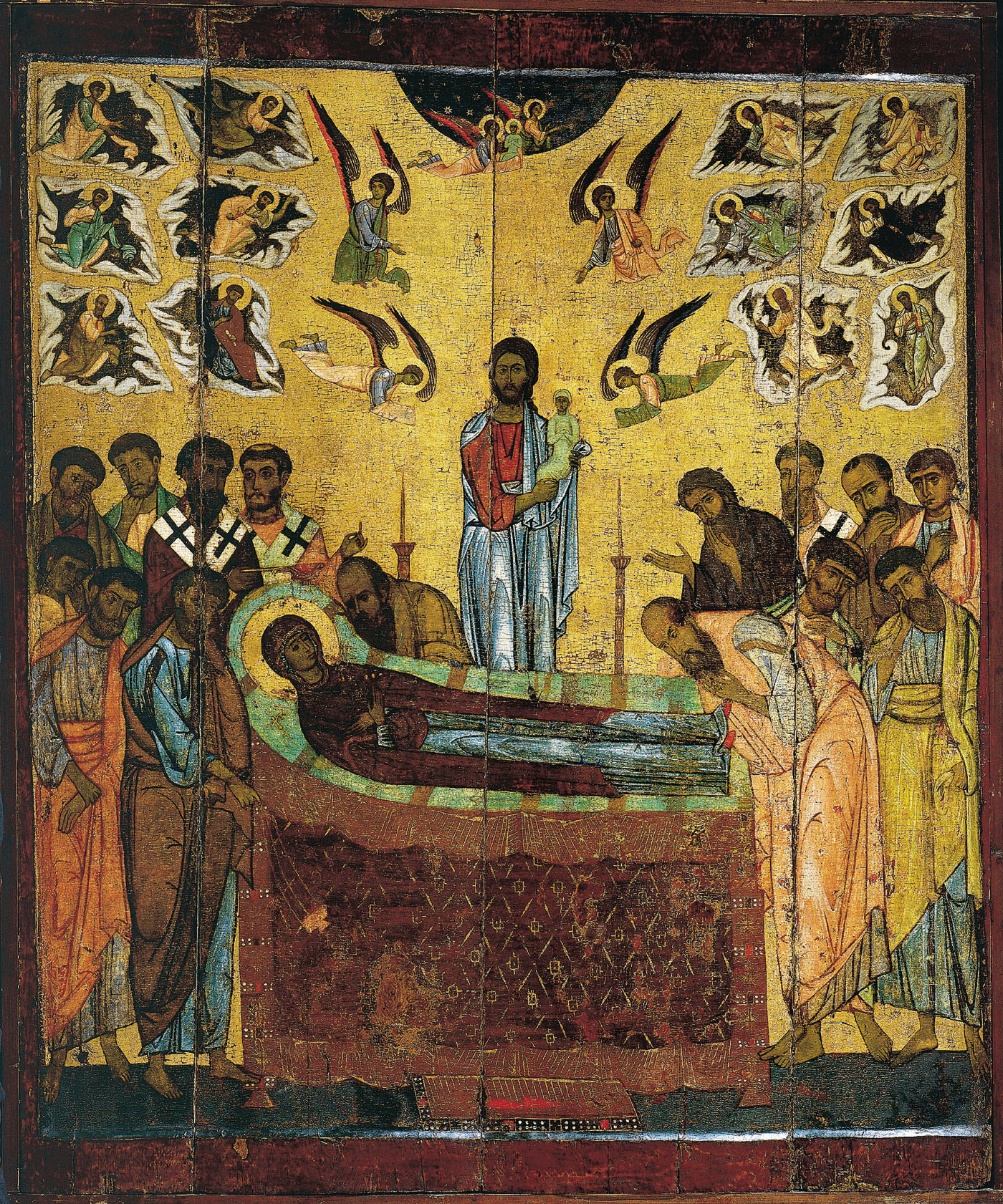
Một hình vẽ của Novgorod thể hiện Giấc ngủ của Đức Mẹ.

Đức Mẹ An giấc (tiếng Hy Lạp: Κοίμησις Θεοτόκου Koímēsis hay Kimisis) là một trong 12 đại lễ trong lịch phụng vụ Chính Thống giáo Đông phương, Chính thống giáo Cổ Đông phương và Công giáo Đông phương kính nhớ sự kiện Đức Mẹ Maria "an nghỉ" hay qua đời, và thân xác bà phục sinh trước khi được đưa lên thiên đàng. Lễ được cử hành vào ngày 15 tháng 8.
Dù thiếu các tài liệu đáng tin cậy cho biết thời gian, địa điểm và hoàn cảnh Đức Maria qua đời nhưng sự kiện đó đã được cộng đồng Kitô giáo sơ khai ghi nhận. Các thánh Ephrem, Hieronimô và Augustinô đều đề cập đến việc Đức Maria đã qua đời. Nhưng Epiphaniô (315-403) sau khi nghiên cứu các tài liệu lại cho rằng: "Không ai biết Đức Mẹ đã giã từ cõi đời như thế nào". Cho đến hiện nay Giáo hội Công giáo vẫn chưa chính thức xác định giáo lý về điều này, nhưng các thần học hiện đại nói chung vẫn tin rằng Đức Maria đã qua đời. Các quan điểm này cho rằng tuy không bị định luận chung chi phối phải chết vì không mắc tội nhưng với bản chất tạm bợ, thân xác Đức Maria hẳn phải giống với thân xác của con bà là Đức Giêsu, người đã chết trên thập giá.